# Ferdinando Valencia
Ferdinando Valencia este un actor și cântăreț mexican, face parte din trupa Camaleones.

## Filmografie

### Telenovele
- Codigo Postal (2006)
- Tormenta en el Paraiso (2007-2008)
- En Nombre del Amor (2008-2009)
- Camaleones (2009)
- Cuando me enamoro (2010-2011)
- La fuerza del destino (2011)
- Por ella soy Eva (2012)
- Mentir para vivir (2013)
- Lo que la vida me robó (2013-2014)

### Show-uri de televiziune
- Solo para mujeres (2009 — prezent)